# Laura Roslin

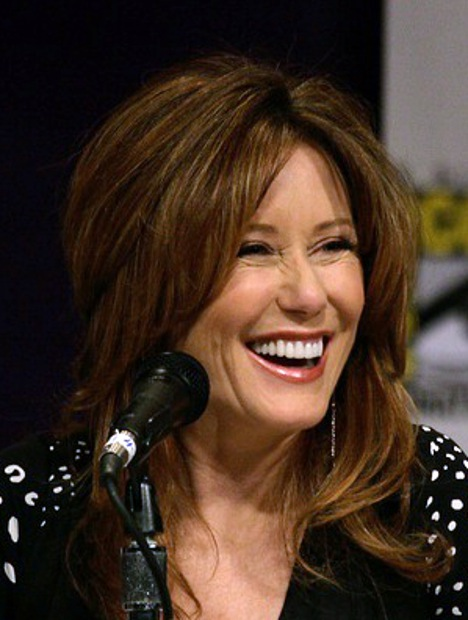
Mary McDonnell

Laura Roslin is een personage uit de herwerkte televisieserie Battlestar Galactica. Ze is met enkele onderbrekingen de president van de twaalf kolonies. De rol werd gespeeld door actrice Mary McDonnell.

## Biografie
Laura Roslin was onderwijzer en hielp president Adar met zijn verkiezingscampagne. Wanneer Adar verkozen werd, werd Roslin minister van onderwijs. Net voor de aanval van de cylons bezocht ze de Battlestar Galactica voor de ceremonies toen het schip buiten dienst werd gesteld. Toen ze op haar terugweg was naar Caprica werden de twaalf kolonies met een blitzkrieg vernietigd en vluchtte Roslin met haar transportschip de "Colonial Heavy 798" samen met de Galactica en een aantal andere schepen. Nadat bevestigd was dat president Adar omkwam bij de aanval bleek dat Roslin, die drieënveertigste in lijn was om de president op te volgen, de eerste in lijn die nog in leven was. Ze werd ingezworen als president, het schip kreeg vanaf toen de naam Colonial One. Enkele weken voor de aanval van de cylons had Roslin vernomen dat ze kanker heeft.

### Presidentschap
Nadat Roslin ingezworen werd als president nam ze kordate beslissingen zonder al te veel rekening te houden met de mening van anderen. Zo ontstonden er al snel conflicten met Admiraal William Adama, bevelhebber van de Galactica. De toestand werd zo al snel onhoudbaar en Roslin stemde ermee in om een nieuw Quorum van twaalf (een parlement) en een vicepresident te kiezen. Tom Zarek, een ex-gevangene stelde zich kandidaat en wanneer Roslin vermoedde dat haar kandidaat het niet ging halen, stelde ze Gaius Baltar voor om vicepresident te worden. Bij de stemming was het zes tegen zes en Roslin moest dan als president de knoop doorhakken. Baltar werd vicepresident.

### Profetieën
Tijdens een persconferentie krijgt Roslin beangstigende hallucinaties en ze gaat daarna te rade bij Elosha. Roslin bekent dat ze onder de invloed is van chamalla, een geneesmiddel tegen kanker. Elosha vertelt haar over de oude teksten van Pythia, profetieën die onder meer vertellen dat een stervende leider de overblijvende mensheid zal leiden naar het beloofde land. Toen er een planeet werd ontdekt met een aantal ruïnes aan de oppervlakte krijgt Roslin opnieuw een visioen. Ze gelooft dat de ruïnes op de planeet overblijfselen zijn van de stad van de Goden op de planeet Kobol. Ze heeft nog twee andere visioenen, allen bevestigd door Elosha dat het te lezen staat in de oude teksten. Vanaf toen geloofde Roslin dat deze teksten de waarheid bevatte.
Zowel in de geschriften te lezen als in Roslins visioenen te zien, zou er op de planeet de tombe van Athena aanwezig moeten zijn. De tombe zou de weg naar de aarde wijzen, maar daarvoor was er de pijl van Apollo nodig en die lag in een museum van het vernielde Caprica. Roslin stelt voor aan Admiraal Adama om de pijl op te halen, maar Adama gelooft niet in de profetieën en weigert dit te doen. Het was lang niet zeker dat de aarde echt bestond en Adama wilde eigenlijk dat de mensen een nieuw leven zouden beginnen op Kobol. Zonder de admiraal zijn medeweten vraagt Roslin aan Starbuck om de pijl te gaan ophalen op Caprica, waar ze mee instemt, tot grote woede van Adama, die Roslin vraagt om af te treden, wat ze weigert. Apollo en Saul Tigh krijgen de opdracht om de president te arresteren, maar uiteindelijk kiest Apollo de zijde van Roslin. Daarop besluit ze de strijd te staken en zowel Roslin als Apollo worden in de cel opgesloten.
De Admiraal werd op het moment dat Roslin en Apollo gearresteerd werden neergeschoten door Boomer en Saul Tigh was nu bevelhebber. Hij weigerde de gevangenen vrij te laten, maar met de hulp van een aantal sympathisanten konden Roslin en Apollo ontsnappen naar een ander schip. Ze kon een deel van de schepen overtuigen om terug te keren naar Kobol om daar Starbuck op te wachten die zou terugkeren met de pijl van Apollo. Eenmaal aangekomen op Kobol vindt ze Starbuck met de pijl en gaat ze op zoek naar de tombe. De admiraal was inmiddels hersteld en reisde met de rest van de vloot eveneens naar Kobol, waar hij zijn verschillen met Roslin bijlegde en haar beloofde om mee te helpen. De tombe werd gevonden en nadat de pijl van Apollo aan het beeld van Sagittarius werd bevestigd kregen ze een projectie te zien van de aardse sterrenhemel, wat hen op weg zou helpen. Eenmaal terug op de Galactica werd Roslin terug president.
Vanaf dan wordt de relatie tussen de admiraal en Roslin vertrouwelijker. Wanneer de Battlestar Pegasus opduikt en vanaf dan Admiraal Helena Cain militair bevelhebber wordt, kiest Roslin resoluut de zijde van Adama. Ze plant samen met Adama een aanslag op Cain maar Adama ziet er uiteindelijk van af. Cain wordt uiteindelijk vermoord door Gina Inviere en Adama wordt opnieuw bevelhebber van de vloot.
Haar ziekte werd erger en dokter Cottle vertelde haar dat ze nog maar weinig tijd over had. Ze bereidde de opvolging van het presidentschap voor, maar vicepresident Baltar, die geen president wilde worden, vond met de hulp van de hybride cylon-mens foetus van Sharon Agathon en stamcelonderzoek een doorbraak om te ziekte te genezen. Na de behandeling was Roslin genezen van haar kanker. Tijdens de periode dat ze erg ziek was kreeg ze een flashback en zag ze Baltar voor de aanval op de twaalf kolonies op Caprica met Caprica Six en ondanks ze niets kon bewijzen werd ze vanaf toen erg achterdochtig over Baltar.

### Presidentsverkiezingen
Nadat haar trouwe medewerker Billy overleden was, stelde ze Tory Foster aan als haar nieuwe medewerker. Samen bereidde ze de presidentsverkiezingen voor. Baltar, die voorheen geen president wilde worden, wilde dat nu wel, maar hij stond ver af in de peilingen. Toen de planeet werd ontdekt die men Nieuw Caprica ging noemen ontdekt werd, wilde Roslin zich er niet vestigen en verder op zoek blijven gaan naar de aarde. Baltar was een andere mening toegedaan en wilde dat de mensen zich er permanent zouden vestigen. Toen Roslin voelde aankomen dat ze de verkiezingen misschien zou verliezen aan Baltar, de man die ze niet vertrouwt, besluit ze met de hulp van Tory Foster om de verkiezingen te vervalsen. Felix Gaeta ontdekt de fraude en meld het bij Adama, die Roslin met de feiten confronteert. Roslin vraagt hem om te zwijgen, maar Adama kan het niet in overeenstemming brengen met zijn geweten. Hij maakt niet publiek dat er gefraudeerd is maar legt uit voor de pers dat er een fout was gebeurd. Baltar wordt president en houdt zijn belofte. Nieuw Caprica wordt gekoloniseerd.

### Nieuw Caprica
Eenmaal op Nieuw Caprica besloot ze om weer lerares te worden. Toen de cylons de planeet ontdekten en president Baltar capituleerde ging Roslin meewerken met het verzet door een lijst te maken van alle verdachten die collaboreerden met de cylons. Ze werd gearresteerd, vrijgelaten en een tweede keer gearresteerd. Toen ze op het punt stond geëxecuteerd te worden met andere verzetslieden, werd ze gered door Tom Zarek en een andere groep van verzetslieden. Na de evacuatie van Nieuw Caprica vlucht president Baltar met Caprica Six naar een cylon schip. Vicepresident Zarek wordt automatisch president maar Adama wil dat niet en vraagt Zarek om af te treden. Hij gaat akkoord, maar eerst geeft hij de toestemming aan een aantal verzetslieden om een aantal collaborateurs te berechten en executeren. Nadat hij aftrad werd Roslin opnieuw president en kiest ze Zarek als vicepresident.

### Visioenen
Nadat Baltar terug op de Galactica verschijnt, stelt Adama voor om hem meteen uit een luchtsluis te gooien, maar Roslin wil het correct afhandelen en Baltar een proces geven. Inmiddels had de kanker zich terug gemanifesteerd en moest ze onder ede op het proces bekennen dat ze opnieuw ziek was geworden, nadat Apollo, een van Baltars advocaten haar getuigenis in diskrediet wilde brengen. Uiteindelijk werd Baltar vrijgesproken.
Tijdens haar eerste behandeling tegen de kanker krijgt Roslin een visioen over een opera huis. Daar achtervolgt ze Hera, het hybride cylon-menselijk kind en ziet ook een number eight hetzelfde doen. Het kind wordt opgevangen en meegenomen door Baltar en een number six. Ze krijgt dit visioen meerdere keren en later zal uitkomen dat ook Caprica Six en Athena dit visioen hebben.

### Op weg naar de Aarde
Toen Starbuck overleden was en later op een miraculeuze wijze haar terugkomst maakte met de boodschap dat ze de weg naar de aarde had gevonden, was Roslin erg wantrouwig en was ze ervan overtuigd dat Starbuck een cylon is. Ze geloofde niet dat Starbuck wist waar de aarde was en een wanhopige Starbuck, gewapend met een revolver, besloot in Adama's woonruimte in te breken in de hoop haar te overtuigen en de vloot van koers te doen veranderen. Om haar vertrouwen te winnen daagde ze Roslin uit om haar neer te schieten. De president vuurde en miste Starbuck maar net. Na dat incident besliste Adama om Starbuck een kans te geven en haar met een schip en een kleine crew op onderzoek te laten gaan. Dat resulteerde in contacten met de rebellerende cylons, die intussen een in burgeroorlog waren verwikkeld en een samenwerking om samen op zoek te gaan naar de aarde.
Roslin gaat met Baltar naar het rebellerende cylon schip in een poging om van de cylon hybride een antwoord te vinden op haar visioenen. Toen deze hybride, die spreekt in vaak onbegrijpelijke metaforen aangekoppeld werd, gaf deze het schip de instructie van een sprong te maken. Na enkele sprongen kwam het schip aan bij het resurrection schip, het schip waar alle cylons gedownload worden in een nieuw lichaam na hun dood. Roslin sluit een akkoord met de rebellerende cylons om een Number Three te redden uit het schip en het daarna te vernietigen. Het plan lukt en de basestar keert terug naar de laatste positie van de Galactica. Die was echter al vertrokken, maar Adama was achtergebleven en kon zo Roslin vergezellen op de basestar en dan terugkeren naar de Galactica.
Onder leiding van de number three besloten de cylons om Roslin en de rest van de mensen op de basestar te gijzelen. Ze zouden vrijkomen indien de Galactica vier van de final five zouden laten overkomen naar de basestar. Tory Foster besloot om zich bij haar mede-cylons aan te sluiten. De andere drie bleven op de Galactica. Toen de cylons hun gijzelaars begonnen te executeren, besloot Saul Tigh om zijn ware identiteit bekend te maken en zich op te offeren door zich vrijwillig uit een luchtsluis te laten gooien. Toen de cylons niet wilden inbinden vond Starbuck de code om de aarde te vinden. Toen dat bij de cylons bekend werd gemaakt besloten ze alsnog samen te werken en samen op weg naar aarde te gaan.
Eenmaal daar aangekomen bleek de aarde vernietigd te zijn door een atoomoorlog en bovendien bleek de aarde een cylon planeet te zijn geweest. Roslin was zo ontdaan dat ze het nieuws niet kon vertellen toen ze terugkeerde naar de Galactica. Teleurgesteld en terneergeslagen verbrandde ze het boek van Pythia. Ze geeft haar presidentschap op maar neemt deze terug op na de opstand van Felix Gaeta en Tom Zarek.
Nadat Boomer het cylon-menselijke kind Hera had gekidnapt ging de Galactica op missie om het kind te redden. Het kind werd gered maar de Galactica werd erg beschadigd en kon nog maar één sprong maken. Toen Starbuck de coördinaten moest ingeven kreeg ze een ingeving van een code die ze eerder had vertaald van een lied dat haar vader haar had geleerd in combinatie met een tekening van Hera. Toen ze de code ingaf en wegsprongen kwamen ze aan bij een planeet met één maan. Het werd de nieuwe aarde, onze aarde 150.000 jaar voor onze tijdrekening. Roslin besloot dat de mensen zich hier zouden vestigen en alle technologie opgeven.
Aangekomen op de planeet gaf Adama haar een rondleiding. Omdat ze erg ziek was besliste hij haar rond te vliegen in een raptor (verkenningsschip). Kijkend over het landschap zegt ze: "zoveel leven..." en slaapt dan in. Een aangeslagen Adama begraaft haar naast de plaats waar hij zijn woning wil bouwen.